# Іспансько-американська війна
Іспансько-американська війна — військовий конфлікт між Іспанією і Сполученими Штатами Америки за право володіння територіями в Північній Америці і в Тихоокеанському регіоні. Військові дії почалися у квітні 1898 р. і закінчилися перемогою США та підписанням Паризької мирної угоди в грудні того ж року. Ця війна увійшла в історію США, як маленька переможна війна, внаслідок якої Сполучені Штати поширили свій вплив на Кубу, Пуерто-Рико, Гуам та Філіппіни, і стала першою війною США як регіонального лідера.

## Причини конфлікту

### Історична довідка
З часу відкриття Нового Світу Христофором Колумбом у 1492 році Іспанія як центр Священної Римської Імперії Габсбургів тривалий час залишалася наймогутнішою європейською державою в західній півкулі. Після розпаду Священної Римської Імперії внаслідок французької революції і наполеонівських воєн на початку 19 сторіччя вплив Іспанії різко зменшився. Французька імперія Наполеона захопила Іберійський півострів, у латиноамериканських колоніях королівства почалися рухи за незалежність. Під кінець 19 сторіччя значними колоніальними володіннями Іспанії в Карибському басейні залишалися Куба і Пуерто-Рико, а в Тихому океані — Філіппіни. У цих володіннях теж ширився рух на незалежність, але Іспанії вдавалося тримати території під контролем, доки в протистояння не втрутилися Сполучені Штати.
Протягом тривалого часу Сполучені Штати були зацікавлені у володінні Кубою. Декілька разів Іспанії пропонувалося продати цю територію США, але щоразу Іспанія відмовлялася. Тимчасом на Кубі спалахували повстання і ширився рух за незалежність острова. Повстання 1895 р. було найбільшим і краще організованим, ніж інші; неможливість Іспанії швидко придушити опір повстанців, які отримували підтримку від США, призвело до масових репресій та загибелі мирного населення. Підтримка повстанців та засудження жорстоких заходів колоніальної адміністрації Іспанії стала однією з головних тем в американському політичному житті, і участь США у конфлікті стало питанням часу.

### Втручання США на Кубі

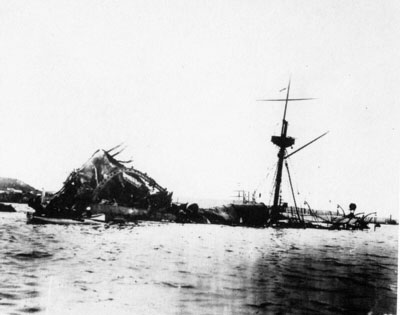
Залишки корабля «Мен» у бухті Гавани.

У Сполучених Штатах ширилася пропаганда війни й уряд шукав привід для початку бойових дій. У зв'язку із повстанням у Гавані в січні 1898 р., де мешкало багато американців, було прийнято рішення направити на Кубу панцерний крейсер «Мен». О 9:40 ранку 15 лютого 1898 р. у бухті Гавани на цьому кораблі пролунав великий вибух, який потопив його і забрав життя 266 американських матросів. Причина вибуху досі не з'ясована достеменно — розглядалися різні версії, від нещасного випадку на борту до навмисного підриву з боку американців заради здобуття приводу для початку прямого втручання на Кубі. Американська преса та політики скористалися цією подією для агітації війни та створення негативного образу Іспанії. Саме в цей час у США почав ширитися феномен, відомий як «жовта преса».
19 квітня американський Конгрес ухвалив постанову, якою підтримав прагнення кубинців до незалежності і зажадав від Іспанії виводу військ з острова. У відповідь Іспанія розірвала дипломатичні відносини зі США й оголосила війну 23 квітня 1898 р. Згідно з постановою Конгресу, війна з Іспанією з боку США була оголошена 20 квітня 1898 р.

## Хід військових дій

### Тихоокеанський басейн
Бойові дії почалися в Тихоокеанському басейні 1 травня 1898 р. у Манільській затоці. Американський флот під командуванням Джорджа Д'юї розгромив іспанський ескадрон і фактично позбавив іспанців флоту в Тихому океані. Американці не тільки захопили стратегічно важливу Манільську затоку, але й допомогли філіппінським повстанцям під проводом Еміліо Агінальдо висадитися на островах та почати війну за незалежність Філіппін. Філіппінські повстанці й американський експедиційний корпус швидко подолали спротив іспанців і проголосили незалежність Філіппін 12 червня 1898 р. Проголошення незалежності Філіппін пізніше не було визнано американцями, що призвело до нової війни між ними та філіппінськими патріотами. Інший підрозділ ВМС США зненацька та майже без пролиття крові 20 червня захопив іспанські володіння на о. Гуам.

### Карибський басейн
Тим часом у США тривала підготовка до вторгнення на Кубу. Починаючи з 22 червня 1898 р., американські сухопутні війська висадилися поблизу м. Сантьяго й у першій битві на підступах до міста зазнали поразки від іспанських сил. Швидкого захоплення острова не відбулося й почалася окопна війна, у якій американцям допомагали кубинські патріоти, які розв'язали справжню партизанську війну в тилу іспанців. Тільки 1 липня з прибуттям підкріплення зі США американцям вдалося здобути перемогу над іспанцями під м. Сантьяго. Попри це, їм так і не вдалося захопити місто — почалася його облога. Серед американських військ стали зростати втрати — не стільки від бойових дій, як від різних тропічних хвороб.
Тоді американці вирішили захопити місто з моря: вторгнення американського флоту почалося із захоплення стратегічно важливої затоки Гуантанамо, де також висадилася американська морська піхота. 3 липня під час морського бою неподалік Сантьяго американцям вдалося розгромити іспанський флот. За відсутності підтримки з моря спротив іспанців був подоланий і США за підтримки кубинських повстанців швидко окупували острів. Так само швидко вдалося окупувати Пуерто-Рико. Після кількаденної блокади портів острова 25 червня американці висадили близько 3 тисяч солдатів і майже без спротиву захопили іспанські укріплення і на цьому острові.

## Висновки

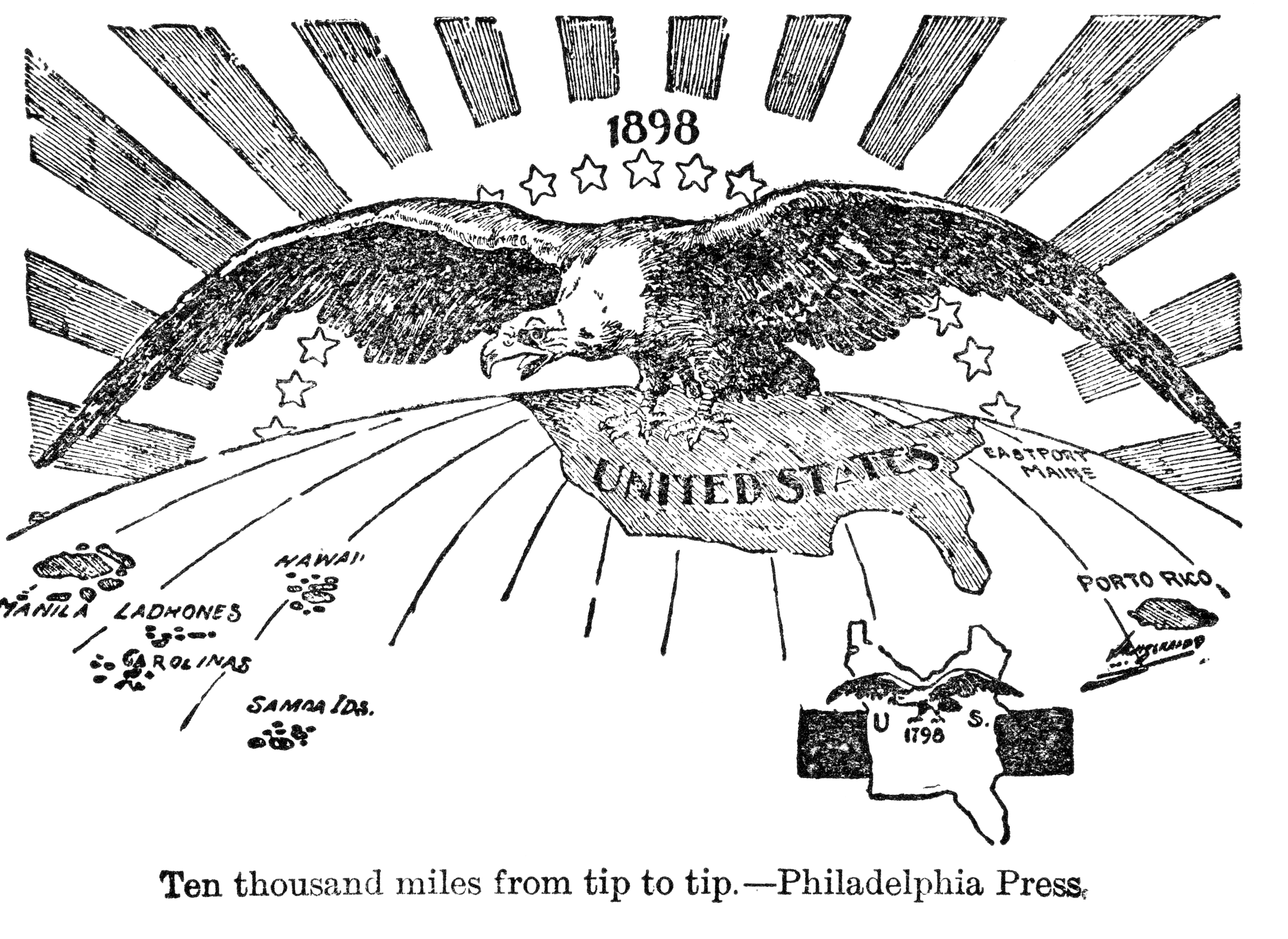
Володіння США простяглися на 10 000 миль по обидва кінці континенту. Карикатура 19 ст.

Після поразки на суходолі й на морі та після втрати більшості флоту в Тихоокеанському регіоні та в Карибському морі Іспанія запропонувала перемир'я й бойові дії офіційно припинилися 12 серпня 1898 р. 10 грудня того ж року в Парижі була підписана мирна угода між двома країнами, за якою Іспанія втратила всі свої колонії в Карибському морі, Філіппіни та Гуам. Більшість територій були проголошені володінням США. Кубі, яка хоч і перебувала під американською адміністрацією, було дозволено сформувати цивільний уряд і проголосити незалежність 20 травня 1902 р. Попри це, американські війська ще протягом тривалого часу перебували на острові; США закріпили свою присутність на Кубі законодавчо в новій кубинській конституції та взяли в довічну оренду затоку Гуантанамо, яка досі перебуває у володінні США. На інших територіях іспанська адміністрація змінилася американською, без зміни статусу територій. Таке відношення американців не всюди було сприйнято схвально. Так, коли американські війська висадилися на Філіппінах і відмовилися задовольнити вимоги філіппінських повстанців щодо незалежності країни, на островах вибухнуло повстання, яке згодом переросло у Філіппіно-американську війну.
Перемога США у війні з Іспанією позначила вихід США на світову арену як одного з регіональних та світових лідерів. Цього вдалося досягти завдяки швидкій індустріалізації та модернізації американської економіки, притоку іммігрантів з Європи. У внутрішній політиці маленька переможна війна проти Іспанії допомогла об'єднати американське суспільство після кривавої громадянської війни 1861-1865 років. Вихід США на світову арену як колоніальної держави підтримувався значною частиною населення країни, попри те, що сама країна перестала бути колонією Великої Британії менш ніж за 150 років до того. Такі відомі особистості, як Марк Твен, однак, виступали проти колоніалізму США.
Цей конфлікт також поклав кінець іспанській колоніальній імперії і довершив процес деколонізації Латинської Америки. Втрата багатьох територій, і особливо Куби, яку вважали частиною Іспанії, а не колонією, була сприйнята дуже болюче. Попри це, втрата великих колоніальних володінь виявилася напрочуд корисною для Іспанії, оскільки втративши колоніальні володіння, капітал почав надходити на розвиток власної країни та на модернізацію економіки.